# En förtjusande fröken
En förtjusande fröken är en svensk dramafilm från 1945 i regi av Börje Larsson. I huvudrollerna ses Max Hansen och Annalisa Ericson.

## Om filmen
Filmen hade premiär annandag jul 1945. Stockholmspremiären ägde rum den 21 januari 1946 på biograf Royal. Filmen spelades in vid Centrumateljéerna i Stockholm av Karl-Erik Alberts. Som förlaga har man använt Ralph Benatzkys operett Bezauberndes Fräulein (En förtjusande fröken), som uruppfördes under titeln Die Schokoladeprinzessin på Deutsches Volkstheater i Wien 1933. Operetten har tidigare filmats i Tyskland 1935 under titeln Wer wagt – gewinnt i regi av Walter Janssen.
En förtjusande fröken har visats vid ett flertal tillfällen i SVT, bland annat 2003, midsommarafton 2020 och i juli 2022.

## Rollista
- Max Hansen – Paul (August) Norman, försäkringsinspektör
- Annalisa Ericson – Annette Werner
- Sture Lagerwall – Felix Munk, porträttmålare
- Marianne Löfgren – Rose, hans väninna
- Erik "Bullen" Berglund – Bergvall, kontorschef
- Agneta Lagerfeldt – Louise Bergvall, hans dotter, Pauls fästmö
- Gösta Cederlund – direktör Georg Werner, chokladfabrikant, Annettes far
- Lillebil Kjellén – Julia, Pauls hembiträde
- Willy Peters – Henry Berger, Annettes fästman
- Douglas Håge – farbror Baltzar
- John Botvid – Jonsson, vaktmästare
- Tore Olsson – Gustaf, direktör Werners chaufför
- Börje Mellvig – direktör Werners betjänt
- Håkan Westergren – direktör i försäkringsbolaget
- Karl Bornfors – kapellmästare vid bröllopet

## Musik i filmen
- Ach Luise (Alternativ titel Oh! Louise), kompositör och text Ralph Benatzky, svensk text Karl-Ewert, sång Max Hansen
- Das ist fabelhaft! (De' ä' kolossalt), kompositör och text Ralph Benatzky, svensk text Karl-Ewert, sång Max Hansen
- Vilken sällskapstalang, kompositör och text Ralph Benatzky, svensk text Karl-Ewert, sång Annalisa Ericson och Max Hansen
- Jag kan bli så förb, kompositör Kai Normann Andersen, text Karl-Ewert, sång Max Hansen
- Låt bara hjärtat tala, kompositör Sylvester, text Karl-Ewert, sång Annalisa Ericson
- Brautchor (Treulich geführt, ziehet dahin) (Bröllopsmarsch, Brudkör), kompositör och tysk text Richard Wagner svensk text Fritz Ahlgrensson, instrumental

## DVD
Filmen gavs ut på DVD 2004. 